# Famiglia reale bulgara
L'attuale famiglia reale bulgara è una linea del ramo Kohary del casato di Sassonia-Coburgo-Gotha, che regnò in Bulgaria dal 1887 al 1946. L'ultimo zar, Simeone II, diventò primo ministro della Bulgaria nel 2001 e rimase in carica fino al 2005. I membri della famiglia reale detengono il titolo di principe/ssa di Bulgaria e duca o duchessa in Sassonia, con l'appellativo di altezza reale.
Coburg Peak sulla penisola di Trinity in Antartide prende il nome dal casato reale bulgara di Sassonia-Coburgo-Gotha.

## Membri della famiglia reale
La famiglia reale bulgara comprende:
- S.M. zar Simeone II, zar dei bulgari
- S.M. zarina Margarita, zarina dei bulgari (moglie dello zar)
  - S.A.R. principessa Miriam, principessa vedova-madre di Tarnovo (nuora dello zar; vedova del principe Kardam)
    - S.A.R. Boris, principe di Tarnovo (nipote ed erede dello zar)
    - S.A.R. principe Beltran di Tarnovo (nipote dello zar)

  - S.A.R. Principe Kiril (secondogenito dello zar)
  - S.A.R. principessa Rosario, principessa di Preslav (nuora dello zar: moglie del principe Kiril)
    - S.A.R. principessa Mafalda Cecilia di Preslav (nipote dello zar)
    - S.A.R. principessa Olimpia di Preslav (nipote dello zar)
    - S.A.R. principe Tassilo di Preslav (nipote dello zar)

  - S.A.R. principe Kubrat, principe di Panagiurishte (terzogenito dello zar)
  - S.A.R. principessa Carla, principessa di Panagiurishte (nuora dello zar: moglie del principe Kubrat)
    - S.A.R. principe Mirko di Panagiurishte (nipote dello zar)
    - S.A.R. principe Lukás di Panagiurishte (nipote dello zar)
    - S.A.R. principe Tirso di Panagiurishte (nipote dello zar)

  - S.A.R. principe Konstantin-Assen, principe di Vidin (quartogenito dello zar)
  - S.A.R. principessa Maria, principessa di Vidin (nuora dello zar: moglie del principe Konstantin-Assen)
    - S.A.R. principe Umberto di Vidin (nipote dello zar)
    - S.A.R. principessa Sofia di Vidin (nipote dello zar)

  - S.A.R. principessa Kalina, contessa di Muñoz (quintogenita e unica figlia femmina dello zar)
- S.A.R. principessa Maria Luisa, principessa di Kóhary (unica sorella dello zar)

## Membri della famiglia estesa
La famiglia reale estesa include:
- Antonio "Kitín" Muñoz (genero dello zar; marito della principessa Kalina)
  - S.A.R. principe Simeone Hassan di Bulgaria (nipote dello zar)[3]
- Bronislaw Chrobok (cognato dello zar, secondo marito della principessa Marie Luisa)
  - S.A.S. principe Boris di Leiningen (nipote dello zar, primogenito della principessa Maria Luisa e del suo primo marito, il defunto principe Carlo di Leiningen)
  - S.A.S. principessa Cheryl di Leiningen (nipote acquisita dello zar; seconda moglie del principe Boris di Leiningen)
    - S.A.S. principe Nicola di Leiningen (pronipote dello zar)
    - S.A.S. principe Carlo Enrico di Leiningen (pronipote dello zar)
    - S.A.S. principessa Giuliana di Leiningen (pronipote dello zar)

  - S.A.S. principe Ermanno Federico di Leiningen (nipote dello zar, secondogenito della principessa Maria Luisa e del suo primo marito)
  - S.A.S. principessa Debora di Leiningen (nipote acquisita dello zar; moglie del principe Ermanno Federico di Leiningen)
    - S.A.S. principessa Tatiana di Leiningen (pronipote dello zar)
    - S.A.S. principessa Nadia di Leiningen (pronipote dello zar)
    - S.A.S. principessa Alessandra di Leiningen (pronipote dello zar)

  - S.A. principessa Alessandra Chrobok di Koháry (nipote dello zar, figlia della principessa Maria Luisa e del suo secondo marito)
  - Jorge Champalimaud Raposo de Magalhães (nipote acquisito dello zar; marito della principessa Alessandra Chrobok di Koháry)
    - S.A. principe Luis de Magalhães di Kohary (pronipote dello zar)
    - S.A. principessa Giovanna de Magalhães di Kohary (pronipote dello zar)
    - S.A principessa Clementina de Magalhães di Kohary (pronipote dello zar)

  - S.A. principe Paolo Chrobok di Koháry (nipote dello zar, figlia della principessa Maria Luisa e del suo secondo marito)
  - S.A. principessa Arianna Chrobok di Koháry (nipote acquisita dello zar; moglie del principe Paolo Chrobok di Koháry)
    - S.A. principessa Maya Chrobok di Koháry (pronipote dello zar)
    - S.A. principe Alessandro Ferdinando Chrobok di Koháry (pronipote dello zar)

## Zarato di Bulgaria
I membri regnanti furono:
- Ferdinando I (1887–1918)
- Boris III (1918–1943)
- Simeone II (1943–1946)